# Paratomoxioda leopardina
Paratomoxioda leopardina là một loài bọ cánh cứng trong họ Mordellidae. Loài này được Ermisch miêu tả khoa học năm 1954.